# Kipu-tyttö
Dans la mythologie finnoise, Kipu-tyttö, est la sœur de Loviatar, Vammatar et Kivutar. Comme elles, Kipu-tyttö vit dans le Tuonela, le royaume des ténèbres et de la mort. Son nom se traduit par « petite fille de la douleur ».
Elle est la divinité de la maladie dans son degré terminal et par conséquent, Kipu-tyttö chante lors du dernier songe. Elle est d'une apparence terrifiante, son visage est sombre, rongé par la variole et son corps est légèrement déformé. Comme sa sœur Loviatar, elle est mère de neuf enfants, qui ont des noms aussi évocateurs que le cancer, la goutte, les ulcères, le chancre et la gale.